# Людвигсбургская резиденция
Людвигсбургская резиденция — барочный дворец правителей Вюртембергского дома, вокруг которого возник город Людвигсбург в Баден-Вюртемберге.

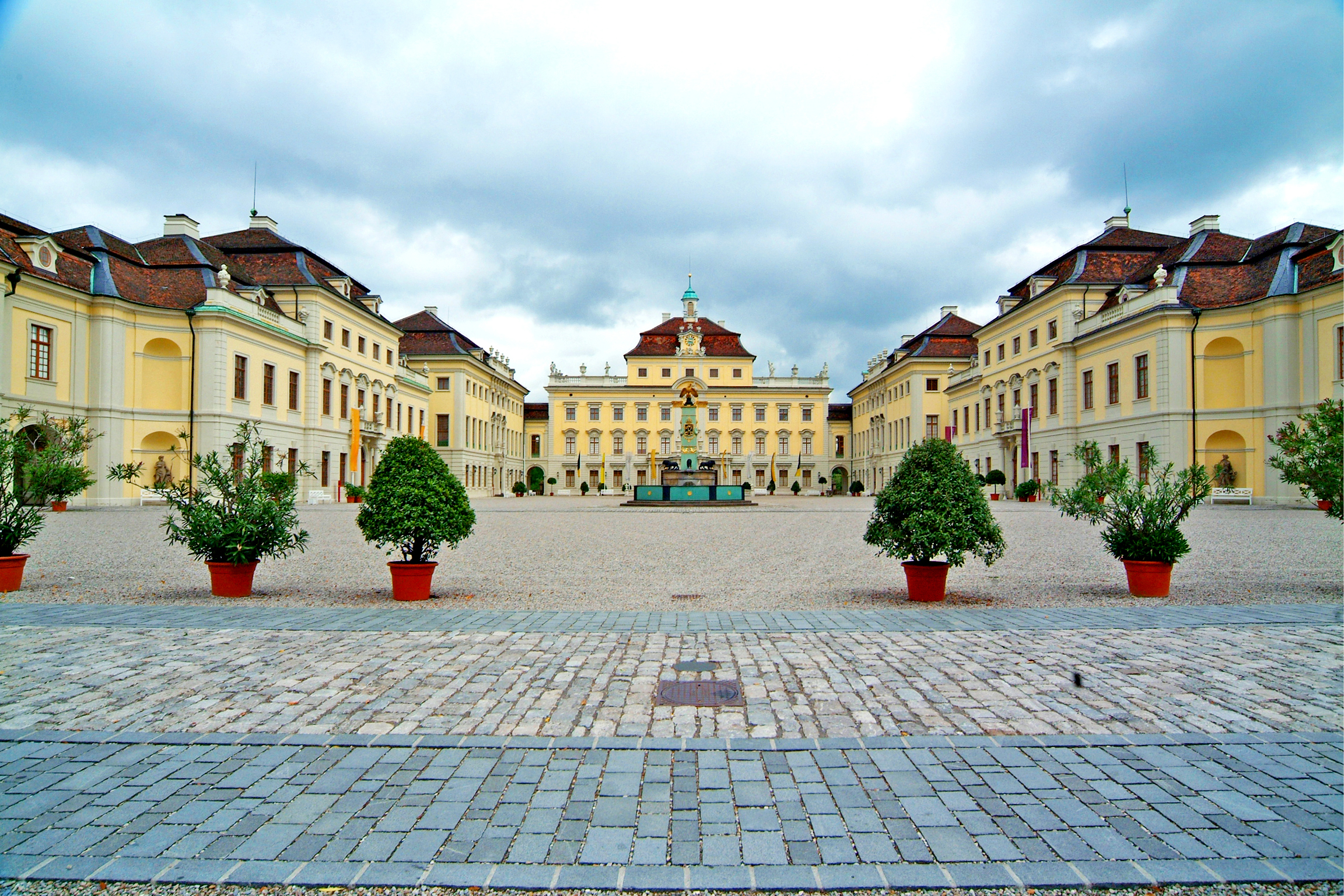
Внутренний двор

## История
В XVIII столетии, в течение многих лет, швабский населённый пункт Замок (город) Людвига являлся резиденцией герцогов Вюртембергских.
Резиденция была построена в стиле барокко в 1704—1733 годах во время правления герцога Эберхарда Людвига Вюртембергского. С 1718 года западнее резиденции началось строительство города Людвигсбург.
С трёх сторон дворец окружает парк, в самом здании открыты для посещения музеи моды, керамики, театра и другие.
На начало XX столетия являлся второй резиденцией Вюртембергских королей.